# Controverse sur les plans d'offensive soviétiques

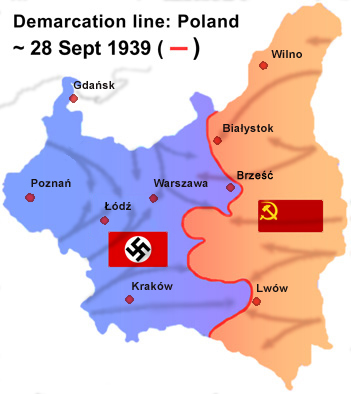
La ligne de démarcation germano-soviétique lors de la campagne de Pologne de 1939.

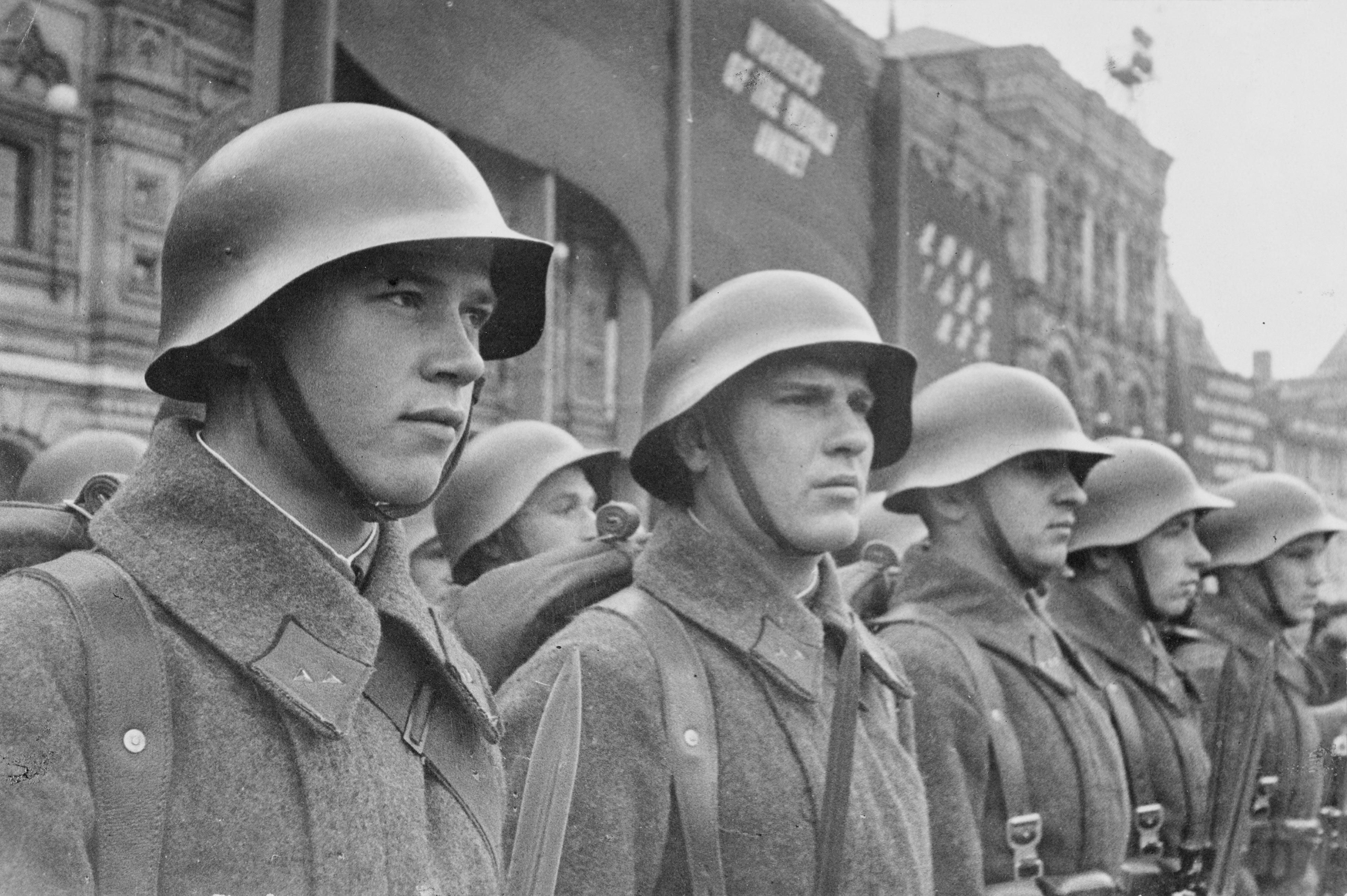
Soldats de l'Armée rouge en 1937.

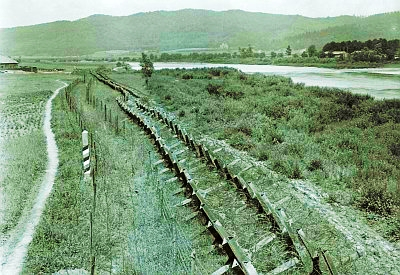
La frontière entre l'Allemagne et l'URSS sur le San à Sanok (Pologne) en 1939-1940.

La controverse sur les plans d'offensive soviétiques fait référence au débat parmi les historiens sur la question de savoir si Staline planifiait ou non d'envahir le Troisième Reich avant le déclenchement de l'opération Barbarossa lors de l'été 1941.

## Arrière-plan
Afin de justifier l'invasion allemande, Adolf Hitler mettait en avant le fait que l'Armée rouge se préparait à une grande offensive en Europe et que l'opération Barbarossa fut mise au point en tant que guerre préventive. Après la Seconde Guerre mondiale, cette vision est soutenue par plusieurs commandants de la Wehrmacht, tels que Wilhelm Keitel, commandant en chef de l'Oberkommando der Wehrmacht.

## Forces en présence
|                    | Allemagne et ses alliés | URSS      | Ratio   |
| ------------------ | ----------------------- | --------- | ------- |
| Divisions          | 166                     | 190       | 1 : 1.1 |
| Soldats            | 4 306 800               | 3 289 851 | 1.3 : 1 |
| Canons et mortiers | 42 601                  | 59 787    | 1 : 1.4 |
| Chars et blindés   | 4 171                   | 15 687    | 1 : 3.8 |
| Aéronefs           | 4 389                   | 11 537    | 1 : 2.6 |

## Les différents points de vue
Selon Viktor Souvorov, dans son œuvre Le Brise-Glace publiée en 1989, Staline avait toujours voulu exploiter la guerre entre les pays occidentaux à son avantage. En effet, celui-ci aurait compté sur une guerre d'usure identique à celle de 1914-1918 qui épuiserait tellement les pays capitalistes qu'il pourrait envahir l'Europe sans aucune opposition, thèse appuyée lors de son discours d'août 1939.
S'il est avéré que Joukov et Semion Timochenko ont proposé à Staline en mai 1941 l'idée d'une attaque préventive contre l'Allemagne, cette idée buta contre l'opposition nette de ce dernier, alors décidé à tirer de la situation un maximum de profits sans guerre et sans provoquer les nazis, grâce au pacte germano-soviétique, position également évoquée par Alexandre Soljenitsyne dans L'Erreur de l'Occident, et connectant la controverse sur les plans d'offensive soviétiques à celle concernant le pacte germano-soviétique (signé uniquement pour « gagner du temps » sur une attaque allemande que « Staline savait inéluctable » selon les défenseurs du pacte, ou bien simplement pour « profiter de la guerre d'Hitler afin d'annexer des territoires sans avoir à combattre », selon ses détracteurs).
La théorie de Souvorov est rejetée par la plupart des historiens. Cynthia A. Roberts indique que cette thèse ne repose « virtuellement sur aucune vraie preuve » et pour Jonathan Haslam, la théorie de Souvorov selon laquelle l'Allemagne empêcha la guerre de Staline « serait comique si elle n'était pas autant prise au sérieux ». Les auteurs qui affirment, en relation avec la controverse entourant le pacte germano-soviétique, qu'un conflit entre les deux pays était inévitable, rejettent néanmoins l'idée d'une guerre soviétique préventive. En effet, quand la Wehrmacht envahit l'Union soviétique, elle s'empara d'archives de l'Armée Rouge : aucune ne fait état de plans d'invasion du Reich ; si cela avait été le cas, ces archives auraient été certainement utilisées par la propagande nazie pour justifier l'invasion.
Pour l'historien Martin van Creveld, « Staline n'avait peut-être pas prévu d'attaquer l'Allemagne à l'automne 1941. Mais il serait difficile de croire qu'il n'aurait pas saisi l'occasion de poignarder le Reich dans le dos un jour ou l'autre. »

## Discours de Staline du 19 août 1939
Le 19 août 1939, Staline aurait prononcé un discours devant les membres du Politburo lors duquel il aurait décrit la stratégie de l'URSS sur une éventuelle entrée du pays dans la Seconde Guerre mondiale contre l'Allemagne.